# Ason
Ason (朝臣) est un titre prestigieux (dans le cadre du système de huit kabane), initialement conféré à l'époque de Nara de l'histoire du Japon aux princes réduits à la roture. Comme on le voit plus bas, lorsque ason est associé à un nom de « clan », c'est le prestige du clan qu'il indique par exemple, Fujiwara-no-Ason Sadaie), lorsqu'il est associé au prénom d'un individu, c'est un titre honorifique attribué à cet individu en particulier (par exemple, Minamoto-no-Kintada-Ason).
Les ason notables sont :
- Fujiwara no Ason, décerné par l'empereur Tenji à Nakatomi no Kamatari en 668; origine du clan Fujiwara ;
- Minamoto no Ason, d'abord attribué à ses fils non-héritie par l'empereur Saga (786-842); origine du clan Minamoto ;
- Taira no Ason, décerné à son petit-fils par l'empereur Kanmu (737-806) ; voir également clan Taira.

Les titulaires notables du ason sont :
- Fujiwara no Teika, poète (vers 662-710) ;
- Isonokami no Ason Maro du clan Mononobe, administrateur, peut-être enterré au kofun de Takamatsuzuka (640-717) ;
- Ō-no-Ason-Yasumaro, co-auteur du i, avec Hieda no Are (qui aurait pu être une femme du clan Sarume, fondé par la déesse Uzume) ;
- Kasa no Ason Maro, poète plus connu sous le nom Sami Mansei (fl. 720) ;
- Miyamoto no Kintada Ason, poète (889-948) ;
- Fujiwara Toshiyuki no Ason, poète (fl. 900) ;
- Onakatomi no Yoshinobu Ason, poète (921-991) ;
- Minamoto no Muneyuki Ason, poète (d. 983) ;
- Fujiwara no Ason Sadaie, poète et érudit (1162-1241) ;
- Taiganin den Taira no Ason Iga no Kami Raiodo Hon Daikoji (Iizasa Ienao), maître japonais d'art martial (1387-1488).

## Source de la traduction
- (en) Cet article est partiellement ou en totalité issu de l’article de Wikipédia en anglais intitulé « Ason » (voir la liste des auteurs).